# 保守力
假設一個受到某作用力的粒子，從初始位置移動到終結位置，而此作用力所做的功跟移動路徑無關，則稱此力為保守力（conservative force），又稱為守恆力。等價地說，假設一個粒子從某位置，移動經過一條閉合路徑後，又回到原本位置，則作用於這粒子的保守力所做的機械功（保守力對於整個閉合路徑的積分）等於零。假設在一個物理系統裏，所有的作用力都是保守力，則稱此物理系統為「保守系統」，又稱為「守恆系統」。對於這種系統，在空間裏每一個位置，都可以給定位勢一個唯一數值。假設粒子從某位置移動至另一位置，則由於保守力的作用，粒子的勢能可能會有所改變，但前後差值與移動經過的路徑無關。例如，重力是一種保守力，而摩擦力是一種非保守力。

## 概述
保守力可以視為一種使機械能守恆的作用力。在一個孤立系统裏，假若所有的作用力都是保守力，則此系統的機械能守恆。在這裏，機械能指的是動能與勢能的總合。
思考一個閉合路徑，假設，感受著某作用力，一個粒子從初始位置A移動經過任意閉合路徑後，又回到位置A ，而此作用力所做於粒子的機械功都等於零，則此作用力满足保守力的条件，可以被分類為保守力。請注意，對於這物理系統，很可能有其他的作用力施加於粒子，但是，這分類只專注於指定的作用力，忽略其他的作用力。當然，根據疊加原理，這分類也可以專注於幾個作用力的合力。例如重力、彈簧力、磁場力（依照某些定義而定，稍後會加以詳細說明）、電場力（伴隨的磁場與時間無關，請參閱法拉第電磁感應定律）等等，都是保守力；而摩擦力和空氣阻力是典型的非保守力。
對於非保守力，由於能量守恆，損耗的能量必需被傳輸到其他地方。通常，能量會轉換為熱能，例如，摩擦力會產生熱能，有時候，還會產生聲能。對於移動中的船隻，水的阻力會將船隻的機械能轉換為熱能、聲能、以及在尾流邊緣的波能。由於熱力學第二定律，這些能量損耗是不可逆的。

## 路徑獨立性

因為重力是保守力，它對於一個物體所做的機械功，只跟物體位置高度的差值有關。

閉合路徑思想實驗得到的直接結果是，保守力對於一個粒子所做的機械功，跟移動路徑無關；還有，這機械功等於，終結勢能減去初始勢能。試著證明這句話的正確性。設想從點 A 到點 B 有兩條不同的路徑。選擇路徑 1 從點 A 移動到點 B ，然後選擇路徑 2 反方向從點 B 移動到點 A ，粒子能量的改變是零 。因此，不管是選擇路徑 1 或路徑 2 ，從點 A 移動到點 B ，所做的機械功相等。保守力所做的機械功與經過哪一條路徑無關，只要兩條路徑的初始點與終結點相同 。
舉例而言，假設一個小孩從一個滑梯上滑下來，從滑梯的頂端到底端，不論滑梯的形狀，直線型或螺旋型，重力對於這小孩所做的機械功都一樣的。重力所做的機械功，只跟這小孩的落差有關。

## 保守力的性質
設定 {\displaystyle \mathbf {F} } 為在空間任意位置良好定義（或空間內單連通的區域）的向量場，假若它滿足以下三個等價的條件中任意一個條件，則可稱此向量場為保守向量場：
1、{\displaystyle \mathbf {F} } 的旋度是零： 
{\displaystyle \nabla \times \mathbf {F} =0} 。
2、假設粒子從某閉合路徑 {\displaystyle \mathbb {C} } 的某一位置，經過這閉合路徑 {\displaystyle \mathbb {C} } ，又回到原先位置，則力向量場 {\displaystyle \mathbf {F} } 所做的機械功 {\displaystyle W} 等於零：
{\displaystyle W=\oint _{\mathbb {C} }\mathbf {F} \cdot \mathrm {d} \mathbf {r} =0} 。
3、 作用力 {\displaystyle \mathbf {F} } 是某位勢 {\displaystyle \Phi } 的梯度：
{\displaystyle \mathbf {F} =-\nabla \Phi } 。
保守力因為可以保守機械能而得名。最常見的保守力為重力、電場力（伴隨的磁場與時間無關，請參閱法拉第電磁感應定律）、彈簧力。

### 數學證明
1⇒2：
設定 {\displaystyle \mathbb {C} } 為任意簡單閉合路徑，即初始位置與終結位置相同、不自交的路徑。思考邊界為 {\displaystyle \mathbb {C} } 的任意曲面 {\displaystyle \mathbb {S} } 。斯托克斯定理表明
{\displaystyle \int _{\mathbb {S} }(\nabla \times \mathbf {F} )\cdot \mathrm {d} \mathbf {a} =\oint _{\mathbb {C} }\mathbf {F} \cdot \mathrm {d} \mathbf {r} } 。
假設 {\displaystyle \mathbf {F} } 的旋度等於零，方程式左邊為零，則機械功 {\displaystyle W} 是零，第二個條件是正確的。
2⇒3：
假設，對於任意簡單閉合路徑 {\displaystyle \mathbb {C} } ，{\displaystyle \mathbf {F} } 所做的機械功 {\displaystyle W} 是零，則保守力所做於粒子的機械功，獨立於路徑的選擇。設定函數
{\displaystyle \Phi (\mathbf {x} )=-\int _{\mathbf {O} }^{\mathbf {x} }\mathbf {F} \cdot \mathrm {d} \mathbf {r} } ；
其中，{\displaystyle \mathbf {o} } 和 {\displaystyle \mathbf {x} } 分別是特定的初始位置和空間內任意位置。
根據微積分基本定理，
{\displaystyle \mathbf {F} (\mathbf {x} )=-\nabla \Phi (\mathbf {x} )} 。
所以，第三個條件是正確的。
3⇒1：
假設第三個條件是正確的。思考下述方程式：
{\displaystyle {\begin{aligned}\nabla \times \mathbf {F} &=-\nabla \times \nabla \Phi \\&=-\left({\frac {\partial ^{2}\Phi }{\partial y\partial z}}-{\frac {\partial ^{2}\Phi }{\partial z\partial y}}\right){\hat {x}}-\left({\frac {\partial ^{2}\Phi }{\partial z\partial x}}-{\frac {\partial ^{2}\Phi }{\partial x\partial z}}\right){\hat {y}}-\left({\frac {\partial ^{2}\Phi }{\partial x\partial y}}-{\frac {\partial ^{2}\Phi }{\partial y\partial x}}\right){\hat {z}}\\&={\boldsymbol {0}}\ \ _{\circ }\\\end{aligned}}}
所以，第一個條件是正確的。
總結，這三個條件彼此等價。由於符合第二個條件就等於通過保守力的閉合路徑考試。所以，只要滿足上述三個條件的任何一條件，施加於粒子的作用力就是保守力。

### 磁場力
很多種作用力不是力向量場，特別是跟速度有關的作用力。對於這些案例，上述三個條件並不數學等價。例如，磁場力滿足第二個條件（由於作用於帶電粒子的磁場力所做的機械功永遠為零），但是不滿足第三個條件，而第一個條件更是不存在定義──磁場力不是向量場，磁場力與速度有關，必需先給定速度函數的形式，才能計算磁場力的旋度。
所以，有一些物理學者將磁場力分類為保守力，而又有一些物理學者反對這樣分類。磁場力是一個特別案例；大多數跟速度有關的作用力，像摩擦力，不能滿足上述三個條件中的任意一個條件，因此，可以明確地分類為非保守力。

## 非保守力
在經典力學裏，當計算一個物理系統的運動時，為了簡易分析與計算，自由度被忽略，因此會出現非保守力。舉例而言，摩擦力不能被視為一種非保守力，而是每一個分子在運動時互相作用的力。可是，這樣做，就不能應用統計力學，而必須特別計算每一個分子的運動。對於宏觀系統，非保守力的概算，比起額外幾百萬自由度的計算，會簡單很多。非保守力的案例有摩擦力、非彈性物質的應力。
在廣義相對論裏，重力是非保守力，這可以從水星近日點的反常進動觀察得著。但是，應力-能量張量是守恆的。

## 參閱
- 保守向量場
- 螺線向量場